# Fjord Disraeli
Pour les articles homonymes, voir Disraeli.
Le fjord Disraeli est un fjord du Nunavut au Canada.

## Géographie
Il s'étend de l'île Ward Hunt au glacier Disraeli sur 50 km.

## Histoire
En 2003, sous l'effet du réchauffement climatique, la plateforme de glace de Ward Hunt se brise et ouvre une brèche par laquelle les eaux – douces et saumâtres – d'un lac emprisonné dans le fjord Disraeli s'écoulent depuis vers la mer,. En 2008, les scientifiques observent que tout un écosystème disparait. La faille s'agrandit encore en 2011. 